# You'll Never Walk Alone
You'll Never Walk Alone is een lied geschreven door Richard Rodgers en Oscar Hammerstein II voor de musical Carousel (1945). Het nummer is meermaals opgenomen door verschillende artiesten, waarvan de versie van Gerry & the Pacemakers waarschijnlijk de bekendste is. Deze versie is beïnvloed door de versie van Gene Vincent.

## Gerry & the Pacemakers

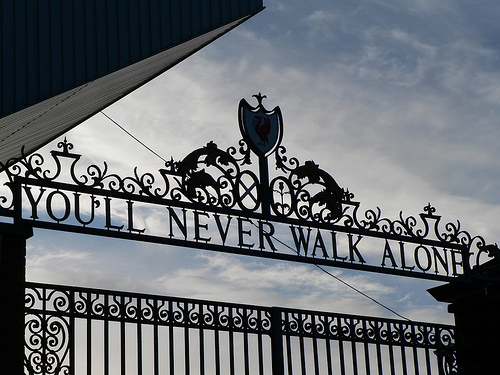
De Shankly Gates van Anfield, het stadion van Liverpool FC.

In Europa is het nummer het bekendst in de versie van de Liverpoolse band Gerry & the Pacemakers, die het nummer in 1963 opgenomen hebben. In hun versie is de compositie naar een zes-achtste maatsoort omgezet. De single bleef vier weken lang op nummer 1 in de Britse hitlijst. Het werd direct een volkslied voor de fans van Liverpool FC en het nummer wordt bij elke wedstrijd massaal gezongen. Tegenwoordig zijn de woorden "You'll Never Walk Alone" opgenomen in het clublogo.
Op 20 maart 2020 werd deze versie van het lied door meer dan 180 radiozenders in meer dan 30 landen in Europa tegelijk uitgezonden. De actie was een initiatief van NPO 3FM radio-dj Sander Hoogendoorn en was bedoeld om mensen te verenigen tijdens de coronapandemie.
Sinds de eerste editie in december 1999, staat de plaat steevast genoteerd in de NPO Radio 2 Top 2000.

## Hitnoteringen

### Nederlandse Top 40
| Hitnotering: 04-03-1995 t/m 08-04-1995 | Hitnotering: 04-03-1995 t/m 08-04-1995 | Hitnotering: 04-03-1995 t/m 08-04-1995 | Hitnotering: 04-03-1995 t/m 08-04-1995 | Hitnotering: 04-03-1995 t/m 08-04-1995 | Hitnotering: 04-03-1995 t/m 08-04-1995 | Hitnotering: 04-03-1995 t/m 08-04-1995 | Hitnotering: 04-03-1995 t/m 08-04-1995 |
| Week:                                  | 1                                      | 2                                      | 3                                      | 4                                      | 5                                      | 6                                      |                                        |
| -------------------------------------- | -------------------------------------- | -------------------------------------- | -------------------------------------- | -------------------------------------- | -------------------------------------- | -------------------------------------- | -------------------------------------- |
| Positie:                               | 37                                     | 32                                     | 27                                     | 25                                     | 24                                     | 32                                     | uit                                    |

### Mega Top 50
| Hitnotering: 04-03-1995 t/m 01-04-1995 | Hitnotering: 04-03-1995 t/m 01-04-1995 | Hitnotering: 04-03-1995 t/m 01-04-1995 | Hitnotering: 04-03-1995 t/m 01-04-1995 | Hitnotering: 04-03-1995 t/m 01-04-1995 | Hitnotering: 04-03-1995 t/m 01-04-1995 | Hitnotering: 04-03-1995 t/m 01-04-1995 |
| Week:                                  | 1                                      | 2                                      | 3                                      | 4                                      | 5                                      |                                        |
| -------------------------------------- | -------------------------------------- | -------------------------------------- | -------------------------------------- | -------------------------------------- | -------------------------------------- | -------------------------------------- |
| Positie:                               | 43                                     | 36                                     | 34                                     | 37                                     | 50                                     | uit                                    |

### Evergreen Top 1000
| Evergreen Top 1000 You'll Never Walk Alone | Evergreen Top 1000 You'll Never Walk Alone | Evergreen Top 1000 You'll Never Walk Alone | Evergreen Top 1000 You'll Never Walk Alone | Evergreen Top 1000 You'll Never Walk Alone | Evergreen Top 1000 You'll Never Walk Alone | Evergreen Top 1000 You'll Never Walk Alone | Evergreen Top 1000 You'll Never Walk Alone | Evergreen Top 1000 You'll Never Walk Alone | Evergreen Top 1000 You'll Never Walk Alone | Evergreen Top 1000 You'll Never Walk Alone | Evergreen Top 1000 You'll Never Walk Alone | Evergreen Top 1000 You'll Never Walk Alone | Evergreen Top 1000 You'll Never Walk Alone | Evergreen Top 1000 You'll Never Walk Alone | Evergreen Top 1000 You'll Never Walk Alone | Evergreen Top 1000 You'll Never Walk Alone |
| Jaar                                       | 2008                                       | 2009                                       | 2010                                       | 2011                                       | 2012                                       | 2013                                       | 2014                                       | 2015                                       | 2016                                       | 2017                                       | 2018                                       | 2019                                       | 2020                                       | 2021                                       | 2022                                       | 2023                                       |
| ------------------------------------------ | ------------------------------------------ | ------------------------------------------ | ------------------------------------------ | ------------------------------------------ | ------------------------------------------ | ------------------------------------------ | ------------------------------------------ | ------------------------------------------ | ------------------------------------------ | ------------------------------------------ | ------------------------------------------ | ------------------------------------------ | ------------------------------------------ | ------------------------------------------ | ------------------------------------------ | ------------------------------------------ |
| Positie                                    | 214                                        | 698                                        | 686                                        | 686                                        | 635                                        | 48                                         | 89                                         | 106                                        | 59                                         | 103                                        | 151                                        | 134                                        | 55                                         | 66                                         | 85                                         | 119                                        |

### NPO Radio 2 Top 2000
| Nummer met noteringen in de NPO Radio 2 Top 2000 | '99 | '00 | '01 | '02 | '03 | '04 | '05 | '06 | '07 | '08 | '09 | '10 | '11 | '12 | '13 | '14 | '15 | '16 | '17 | '18 | '19 | '20 | '21 | '22 | '23 | '24 |
| ------------------------------------------------ | --- | --- | --- | --- | --- | --- | --- | --- | --- | --- | --- | --- | --- | --- | --- | --- | --- | --- | --- | --- | --- | --- | --- | --- | --- | --- |
| You'll Never Walk Alone                          | 296 | 504 | 868 | 718 | 526 | 656 | 632 | 632 | 708 | 624 | 646 | 654 | 614 | 731 | 633 | 671 | 802 | 974 | 967 | 995 | 780 | 351 | 486 | 687 | 664 | 617 |

1. ↑  Een vetgedrukt getal geeft de hoogste notering aan.

## Lee Towers
In 1976 bracht de Nederlandse zanger Lee Towers een cover van het nummer uit onder de naam You Never Walk Alone. Deze versie, die net als die van Gerry & the Pacemakers in zes-achtste maatsoort is, groeide later uit tot een favoriet nummer onder de aanhangers van voetbalclub Feyenoord. Towers zelf is ook supporter van de Rotterdamse club. Het klinkt als Feyenoord een belangrijke prijs wint over de Coolsingel tijdens de huldiging en tijdens de start van de Marathon van Rotterdam.

## Hitnoteringen

### Nederlandse Top 40
| Hitnotering: 26-06-1976 t/m 07-08-1976 | Hitnotering: 26-06-1976 t/m 07-08-1976 | Hitnotering: 26-06-1976 t/m 07-08-1976 | Hitnotering: 26-06-1976 t/m 07-08-1976 | Hitnotering: 26-06-1976 t/m 07-08-1976 | Hitnotering: 26-06-1976 t/m 07-08-1976 | Hitnotering: 26-06-1976 t/m 07-08-1976 | Hitnotering: 26-06-1976 t/m 07-08-1976 | Hitnotering: 26-06-1976 t/m 07-08-1976 |
| Week:                                  | 1                                      | 2                                      | 3                                      | 4                                      | 5                                      | 6                                      | 7                                      |                                        |
| -------------------------------------- | -------------------------------------- | -------------------------------------- | -------------------------------------- | -------------------------------------- | -------------------------------------- | -------------------------------------- | -------------------------------------- | -------------------------------------- |
| Positie:                               | 16                                     | 12                                     | 5                                      | 6                                      | 13                                     | 17                                     | 36                                     | uit                                    |

### Nationale Hitparade
| Hitnotering: 19-06-1976 t/m 31-07-1976 | Hitnotering: 19-06-1976 t/m 31-07-1976 | Hitnotering: 19-06-1976 t/m 31-07-1976 | Hitnotering: 19-06-1976 t/m 31-07-1976 | Hitnotering: 19-06-1976 t/m 31-07-1976 | Hitnotering: 19-06-1976 t/m 31-07-1976 | Hitnotering: 19-06-1976 t/m 31-07-1976 | Hitnotering: 19-06-1976 t/m 31-07-1976 | Hitnotering: 19-06-1976 t/m 31-07-1976 |
| Week:                                  | 1                                      | 2                                      | 3                                      | 4                                      | 5                                      | 6                                      | 7                                      |                                        |
| -------------------------------------- | -------------------------------------- | -------------------------------------- | -------------------------------------- | -------------------------------------- | -------------------------------------- | -------------------------------------- | -------------------------------------- | -------------------------------------- |
| Positie:                               | 23                                     | 14                                     | 7                                      | 4                                      | 7                                      | 13                                     | 24                                     | uit                                    |

#### NPO Radio 2 Top 2000
| Nummer met noteringen in de NPO Radio 2 Top 2000 | '00  | '01  | '02  | '03  | '04  | '05  | '06  | '07 | '08  | '09  | '10  | '11  | '12  | '13  | '14  | '15  | '16  | '17  | '18  | '19  | '20  | '21  | '22  | '23  | '24  |
| ------------------------------------------------ | ---- | ---- | ---- | ---- | ---- | ---- | ---- | --- | ---- | ---- | ---- | ---- | ---- | ---- | ---- | ---- | ---- | ---- | ---- | ---- | ---- | ---- | ---- | ---- | ---- |
| You'll Never Walk Alone                          | 1019 | 1497 | 1055 | 1217 | 1206 | 1497 | 1415 | 988 | 1217 | 1610 | 1549 | 1332 | 1337 | 1323 | 1180 | 1132 | 1279 | 1206 | 1280 | 1168 | 1188 | 1338 | 1493 | 1139 | 1326 |

1. ↑  Een vetgedrukt getal geeft de hoogste notering aan.
2. ↑  2000 was het eerste jaar met een notering voor dit nummer.

## The Crowd
In 1985 bereikte het nummer weer de nummer 1-positie in de UK Singles Chart. Het werd toen opgenomen door gelegenheidsformatie The Crowd (met onder meer Gerry Marsden en Paul McCartney) ten bate van de slachtoffers van de brand tijdens de Bradford City-stadionramp op 11 mei in het Valley Parade Stadium in Bradford waarbij 56 mensen de dood vonden. In Nederland bereikte het nummer een dertigste plaats in de Nationale Hitparade, terwijl de plaat de Nederlandse Top 40 niet haalde en in de Tipparade op nummer 3 bleef steken. Ook de TROS Top 50 werd niet bereikt.

### Nationale Hitparade
| Hitnotering: 27-07-1985 t/m 10-08-1985 | Hitnotering: 27-07-1985 t/m 10-08-1985 | Hitnotering: 27-07-1985 t/m 10-08-1985 | Hitnotering: 27-07-1985 t/m 10-08-1985 | Hitnotering: 27-07-1985 t/m 10-08-1985 |
| Week:                                  | 1                                      | 2                                      | 3                                      |                                        |
| -------------------------------------- | -------------------------------------- | -------------------------------------- | -------------------------------------- | -------------------------------------- |
| Positie:                               | 35                                     | 30                                     | 43                                     | uit                                    |

## Marcus Mumford
In 2020 werd het nummer gecoverd door Mumford & Sons-zanger Marcus Mumford.
Mumford coverde het nummer voor War Child. Daarnaast werd het gebruikt voor de coronaeditie van 3FM Serious Request. De cover bereikte de officiële Britse hitlijst niet, maar haalde wel de 72e positie in de Britse downloadlijst. Ook de Nederlandse Top 40 werd niet gehaald, wel bereikte het nummer de 15e positie in de Mega Top 30 van NPO 3FM. In Vlaanderen bereikte de cover de 30e positie in de Tipparade.

## Overige versies
- Frank Sinatra (1945)
- Judy Garland (1946)
- Louis Armstrong (1949)
- Perry Como (1951) (met het Mitchell Ayres Orchestra)
- Roy Hamilton (1954)
- Mario Lanza (1952)
- Gene Vincent (1957)
- Nina Simone (1959)
- Billy Eckstine (1960)
- Doris Day (1962) (titellied van haar gelijknamige geestelijke album)
- Patti LaBelle & The Blue Belles (1964)
- Mahalia Jackson (1961)
- Tom Jones (1968)
- Elvis Presley (1968)
- Leon Haywood (1974)
- André van Duin (1983) (als De konsnert zangeres)
- André Hazes (1994)
- Kevin Rowland (1999) (op zijn tweede soloalbum My Beauty)
- Jan Keizer (2001)
- Hayley Westenra (2001)
- Barbra Streisand (2001)
- Johnny Cash (2003)
- Charice Pempengco (2008)
- The Clement Peerens Explosition (2009)
- Ray Charles
- Paul de Graaf (2016)
- Dropkick Murphys (2016)
- Michael Ball en Captain Tom Moore (2020)

## Trivia
- Het lied wordt jaarlijks gezongen door de deelnemers van de Strandzesdaagse op de finish in Huisduinen.
- Jerry Lewis zong het lied aan het einde van iedere MDA Telethon.
- Het nummer Fearless van het album Meddle van Pink Floyd eindigt met stadiongeluiden van Liverpool-supporters die You'll Never Walk Alone zingen.
- In 2023 zong Duncan Laurence het nummer tijdens het Eurovisiesongfestival dat dat jaar in Liverpool plaatsvond als afsluiter van het blok Liverpool Songbooks, waarin een aantal oud-deelnemers een liedje zong.[8]